# Früher Ginsterspanner
Der Frühe Ginsterspanner (Chesias rufata), zuweilen auch Ginsterheiden-Silberstreifenspanner genannt, ist ein Schmetterling (Nachtfalter) aus der Familie der Spanner (Geometridae).

## Merkmale

### Falter
Die Flügelspannweite der Falter beträgt 26 bis 32 Millimeter. Arttypisch sind die angenähert oval geformten Flügel. Das silbergraue bis aschgraue Mittelfeld der Vorderflügel wird nach innen von einer meist undeutlichen, schmalen und nach außen von einer breiten, sehr deutlichen rotbraunen Querbinde begrenzt. Einige Exemplare zeigen auch ein graues Wurzelfeld und sehr breite rotbraune Flächen zu beiden Seiten des Mittelfeldes. Von der Farbe leitet sich auch der wissenschaftliche Name der Art aus der lateinischen Sprache ab: rufus = „rot“. Am Apex befindet sich ein dunkler Teilungsstrich. Nahe dem Saum hebt sich eine weißliche Wellenlinie ab. Die Hinterflügel sind zeichnungslos ockergrau gefärbt.

### Ei
Das ovale Ei hat eine hell-orange Farbe, eine vertiefte Mikropylzone und ist auf der Oberfläche schwach gepunktet.

### Raupe
Erwachsene Raupen sind grün bis graugrün oder braungrün gefärbt und zeigen dünne helle Rücken- und Nebenrückenlinien sowie einen breiten weißen Seitenstreifen und schwarze Stigmen.

### Puppe
Die rotbraune Puppe ist durch dunklere Flügelscheiden gekennzeichnet.

## Geographische Verbreitung und Vorkommen
Der Frühe Ginsterspanner kommt in weiten Teilen Mittel- und Westeuropas einschließlich der Britischen Inseln vor, außerdem von Marokko bis nach Kleinasien. Die Höhenverbreitung liegt in den Südalpen bei 1500 Metern. Die Art besiedelt vorzugsweise Ginsterheiden, buschige Hänge und felsige Täler.

## Lebensweise
Die Falter sind dämmerungs- und nachtaktiv. Hauptflugzeit einer ersten Generation sind die Monate April bis Mai. Es wurden jedoch auch schon Exemplare im März gefunden. Eine seltenere zweite Generation bildet sich zwischen Juni und August. Zuweilen wurden Falter saugend an Weidenkätzchen (Salix) oder Berberitzenblüten (Berberis) beobachtet. Nachts erscheinen sie auch an künstlichen Lichtquellen. Die Raupen sind in der Mehrzahl von Juni bis Oktober anzutreffen und leben an Besenginster (Cytisus scoparius), Färber-Ginster (Genista tinctoria) oder Deutschem Ginster (Genista germanica). Die Puppen überwintern.

## Gefährdung
In den deutschen Bundesländern kommt der Frühe Ginsterspanner in unterschiedlicher Häufigkeit vor und wird auf der Roten Liste gefährdeter Arten in Kategorie 3 (gefährdet) geführt.

## Unterarten
Folgende Unterarten werden unterschieden:
- Chesias rufata rufata
- Chesias rufata cinereata
- Chesias rufata obliquaria
- Chesias rufata occidentalis
- Chesias rufata ornata
- Chesias rufata plumbeata
- Chesias rufata scotica